# Arrondissement de Villefranche-sur-Saône
L'arrondissement de Villefranche-sur-Saône est une division administrative française de la circonscription départementale du Rhône en région Auvergne-Rhône-Alpes. Il correspond à la partie nord de la circonscription départementale.

## Histoire
Jusqu'au 31 décembre 2014, l'arrondissement s'étendait sur la partie nord du département du Rhône, englobant 11 cantons et 131 communes.
Depuis le 1er février 2017, les arrondissements du Rhône ont été redécoupés afin de faire correspondre leurs limites à celles des intercommunalités. Ainsi le territoire de celui de Villefranche ne correspond plus qu'à la partie nord du département du Rhône.

## Composition

### Composition avant 2015
L'arrondissement est composé de 10 cantons (avant le redécoupage cantonal de 2014) qui regroupent au total 131 communes :
| Cantons                | Nombre de communes |
| ---------------------- | ------------------ |
| Amplepuis              | 6                  |
| Anse                   | 15                 |
| Beaujeu                | 17                 |
| Belleville             | 13                 |
| Gleizé                 | 14                 |
| Lamure-sur-Azergues    | 10                 |
| Le Bois-d'Oingt        | 18                 |
| Monsols                | 13                 |
| Tarare                 | 16                 |
| Thizy                  | 8                  |
| Villefranche-sur-Saône | 1                  |

### Composition de 2015 à 2017
À la suite de la création de la Métropole de Lyon, l'arrondissement est étendu au 1er janvier 2015 à toutes les communes de la circonscription départementale du Rhône n'appartenant pas à la Métropole. Il compte à cette date 228 communes, puis 226 communes au 1er janvier 2016 et 221 communes au 1er janvier 2017 après les fusions de communes. Ces communes appartiennent aux 13 cantons suivants :
| Cantons                 | Nombre de communes au 1er janvier 2016 |
| ----------------------- | -------------------------------------- |
| Anse                    | 15                                     |
| Belleville              | 29                                     |
| Brignais                | 6                                      |
| Genas                   | 8                                      |
| Gleizé                  | 15                                     |
| L'Arbresle              | 26                                     |
| Le Bois-d'Oingt         | 27                                     |
| Mornant                 | 22                                     |
| Saint-Symphorien-d'Ozon | 12                                     |
| Tarare                  | 21                                     |
| Thizy-les-Bourgs        | 26                                     |
| Vaugneray               | 18                                     |
| Villefranche-sur-Saône  | 1                                      |

### Composition depuis 2017
L'arrondissement est redécoupé au 1er février 2017 et intègre les communes rhodaniennes de cinq intercommunalités du nord du département (communauté d'agglomération Villefranche Beaujolais Saône, communauté d'agglomération de l'Ouest Rhodanien, communauté de communes Beaujolais Pierres Dorées, communauté de communes du Pays de L'Arbresle et communauté de communes Saône-Beaujolais).
Au 1er janvier 2024, l'arrondissement groupe les 132 communes suivantes :
1. Affoux
2. Aigueperse
3. Alix
4. Ambérieux
5. Amplepuis
6. Ancy
7. Anse
8. L'Arbresle
9. Les Ardillats
10. Arnas
11. Azolette
12. Bagnols
13. Beaujeu
14. Belleville-en-Beaujolais
15. Belmont-d'Azergues
16. Bessenay
17. Bibost
18. Blacé
19. Le Breuil
20. Bully
21. Cenves
22. Cercié
23. Chambost-Allières
24. Chamelet
25. Charentay
26. Charnay
27. Chasselay
28. Châtillon
29. Chazay-d'Azergues
30. Chénas
31. Chénelette
32. Les Chères
33. Chessy
34. Chevinay
35. Chiroubles
36. Civrieux-d'Azergues
37. Claveisolles
38. Cogny
39. Corcelles-en-Beaujolais
40. Cours
41. Courzieu
42. Cublize
43. Denicé
44. Deux-Grosnes
45. Dième
46. Dommartin
47. Dracé
48. Émeringes
49. Éveux
50. Fleurie
51. Fleurieux-sur-l'Arbresle
52. Frontenas
53. Gleizé
54. Grandris
55. Joux
56. Juliénas
57. Jullié
58. Lacenas
59. Lachassagne
60. Lamure-sur-Azergues
61. Lancié
62. Lantignié
63. Légny
64. Lentilly
65. Létra
66. Limas
67. Lozanne
68. Lucenay
69. Marchampt
70. Marcilly-d'Azergues
71. Marcy
72. Meaux-la-Montagne
73. Moiré
74. Montmelas-Saint-Sorlin
75. Morancé
76. Odenas
77. Le Perréon
78. Pommiers
79. Porte des Pierres Dorées
80. Poule-les-Écharmeaux
81. Propières
82. Quincié-en-Beaujolais
83. Ranchal
84. Régnié-Durette
85. Rivolet
86. Ronno
87. Sain-Bel
88. Saint-Appolinaire
89. Saint-Bonnet-des-Bruyères
90. Saint-Bonnet-le-Troncy
91. Saint-Clément-de-Vers
92. Saint-Clément-sur-Valsonne
93. Saint-Cyr-le-Chatoux
94. Saint-Didier-sur-Beaujeu
95. Saint-Étienne-des-Oullières
96. Saint-Étienne-la-Varenne
97. Saint-Forgeux
98. Saint-Georges-de-Reneins
99. Saint-Germain-Nuelles
100. Saint-Igny-de-Vers
101. Saint-Jean-des-Vignes
102. Saint-Jean-la-Bussière
103. Saint-Julien
104. Saint-Julien-sur-Bibost
105. Saint-Just-d'Avray
106. Saint-Lager
107. Saint-Marcel-l'Éclairé
108. Saint-Nizier-d'Azergues
109. Sainte-Paule
110. Saint-Pierre-la-Palud
111. Saint-Romain-de-Popey
112. Saint-Vérand
113. Saint-Vincent-de-Reins
114. Salles-Arbuissonnas-en-Beaujolais
115. Sarcey
116. Les Sauvages
117. Savigny
118. Sourcieux-les-Mines
119. Taponas
120. Tarare
121. Ternand
122. Theizé
123. Thizy-les-Bourgs
124. Val d'Oingt
125. Valsonne
126. Vaux-en-Beaujolais
127. Vauxrenard
128. Vernay
129. Villefranche-sur-Saône
130. Ville-sur-Jarnioux
131. Villié-Morgon
132. Vindry-sur-Turdine

## Démographie
En 2022, l'arrondissement comptait 259 079 habitants.
| 1968    | 1975    | 1982    | 1990    | 1999    | 2006    | 2011    | 2016    | 2021    |
| ------- | ------- | ------- | ------- | ------- | ------- | ------- | ------- | ------- |
| 248 589 | 276 245 | 306 490 | 342 169 | 379 280 | 186 528 | 198 026 | 250 492 | 255 865 |

| 2022    | - | - | - | - | - | - | - | - |
| ------- | - | - | - | - | - | - | - | - |
| 259 079 | - | - | - | - | - | - | - | - |

## Administration

### Consulat et Premier Empire (1800-1815)
| Période | Période | Identité                   | Fonction précédente | Observation                    |
| ------- | ------- | -------------------------- | ------------------- | ------------------------------ |
| 1812    | 1814    | Thomas Bluget de Valdenuit |                     | Nommé Sous-préfet de Lunéville |

### Monarchie de Juillet (1830-1848)
| Période | Période     | Identité         | Fonction précédente                     | Observation                  |
| ------- | ----------- | ---------------- | --------------------------------------- | ---------------------------- |
| 1832    | 7 mars 1846 | Sylvain Blot (d) | Fonctionnaire du ministère des finances | Sous-préfet de Saint-Étienne |

### Deuxième République (1848-1852)
| Période | Période | Identité                      | Fonction précédente                                  | Observation                                   |
| ------- | ------- | ----------------------------- | ---------------------------------------------------- | --------------------------------------------- |
| 1849    |         | Jean Du Bois de Nier Mont (d) | Conseiller de préfecture secrétaire général du Rhône | Préfet de la Haute-Loire                      |
| 1849    | 1853    | Léon Grachet (d)              | Sous-préfet de Domfront                              | Nommé sous-préfet de Villefranche-de-Rouergue |

### Second Empire (1852-1870)
| Période | Période | Identité                           | Fonction précédente        | Observation              |
| ------- | ------- | ---------------------------------- | -------------------------- | ------------------------ |
| 1862    |         | Armand Victor Amédée Vernhette (d) | Sous-préfet de Wissembourg | Nommé préfet de la Drôme |

### Troisième République (1870-1940)
| Période           | Période          | Identité                                          | Fonction précédente                                   | Observation                                              |
| ----------------- | ---------------- | ------------------------------------------------- | ----------------------------------------------------- | -------------------------------------------------------- |
| 1872              | 1876             | Gustave Marie Sarrebourse d'Audeville (d)         | Sous-préfet de Bastia                                 | Nommé sous-préfet de Fontenay-le-Comte                   |
| 1877              |                  | Louis Chassoux (d)                                | Sous-préfet de Riom                                   |                                                          |
| 26 mars 1880      | 19 juin 1880     | Henry Vel-Durand (d)                              | Secrétaire général du Pas-de-Calais                   | Secrétaire général du Rhône pour l'administration        |
| 19 juin 1880      | 1er mai 1882     | Prosper Eugène Bouillard (d)                      | Sous-préfet de Gray                                   | Nommé sous-préfet de Roanne                              |
| 1er mai 1882      | 18 avril 1891    | Louis Eugène Henri Ebeling dit Boiron-Ebeling (d) | Sous-préfet de Saumur                                 |                                                          |
| 18 avril 1891     | 22 mars 1894     | Paul Joseph Camille Félix Marie Bonini (d)        | Sous-préfet de Grasse                                 |                                                          |
| 22 mars 1894      | 7 septembre 1896 | Paul Salvetat (d)                                 | secrétaire général de la Manche                       | Mort en fonctions                                        |
| 19 septembre 1896 | 25 mars 1901     | Emmanuel Simon Léonard Balland (d)                | Secrétaire général de l'Aisne                         | Nommé secrétaire général du Rhône pour l'administration. |
| 25 mars 1901      | 17 mai 1907      | Charles Gaston Rosapelly (d)                      | Sous-préfet de Montluçon                              | Préfet des Landes                                        |
| 21 mai 1907       | 16 juillet 1912  | Marie Joseph Pierre Modeste Adolphe Aldebert (d)  | sous-préfet de Montbrison                             |                                                          |
| 16 juillet 1912   | 19 février 1918  | Louis Garipuy (d)                                 | Sous-préfet de Villeneuve-sur-Lot                     | Préfet de la Lozère                                      |
| 19 février 1918   | 28 août 1924     | Émile Vallat (d)                                  | sous-préfet de Toul                                   | Nommé préfet des Landes                                  |
| 8 septembre 1924  | 30 juillet 1925  | Paul Dominique Philippe Joseph Massoni (d)        | sous-préfet de Briey                                  | Mort en fonction                                         |
| 24 octobre 1925   | 13 juillet 1932  | Jean Surchamp (d)                                 | Secrétaire général du Bas-Rhin                        | Préfet de la Haute-Savoie                                |
| 13 juillet 1932   | 19 mai 1934      | Jacques-Félix Bussière                            | Secrétaire général de Seine-et-Marne                  | Secrétaire général du Rhône pour la police               |
| 19 mai 1934       | 29 octobre 1936  | Marcel Picot (d)                                  | Secrétaire général, rattaché à la préfecture du Rhône | Secrétaire général du Rhône pour la police               |
| 29 octobre 1936   | 8 mai 1940       | Raymond Courarie-Delage (d)                       | Sous-préfet de Bône                                   | Nommé sous-préfet de Cherbourg                           |

### Régime de Vichy (1940-1944)
| Période    | Période | Identité             | Fonction précédente                                           | Observation                            |
| ---------- | ------- | -------------------- | ------------------------------------------------------------- | -------------------------------------- |
| 8 mai 1940 | 1941    | Clément Vasserot (d) | Commissaire aux comptes du ministre de l'intérieur, Henri Roy | Secrétaire général des Alpes-Maritimes |
|            | 1944    | Julien LIMOUSIN      |                                                               |                                        |

### GPRF et Quatrième République (1944-1957)
| Période | Période | Identité          | Fonction précédente    | Observation                             |
| ------- | ------- | ----------------- | ---------------------- | --------------------------------------- |
| 1953    | 1955    | Jean Taulelle (d) | Sous-préfet de Saintes | Secrétaire général de la Seine-Maritime |

### Cinquième République (depuis 1958)
| Période           | Période          | Identité                         | Fonction précédente                                                                | Observation                                                       |
| ----------------- | ---------------- | -------------------------------- | ---------------------------------------------------------------------------------- | ----------------------------------------------------------------- |
| 1972              |                  | Claude Bon (d)                   | Sous-préfet de Verdun                                                              |                                                                   |
| 1979              | 1981             | Jean Franklin Yavchitz           | Sous-préfet chargé de mission auprès du préfet des Yvelines                        | Nommé secrétaire général de la préfecture de la Charente-Maritime |
| 22 novembre 1990  | 25 août 1994     | Gérard Thomas                    | Sous-préfet de Narbonne                                                            | Nommé sous-préfet de Cognac                                       |
| 25 août 1994      | 8 août 1996      | François Barbeyrac-Saint-Maurice | Sous-préfet de Calais                                                              | Nommé sous-préfet de Fontenay-le-Comte                            |
| 20 septembre 1996 | 19 juin 2002     | François Burdeyron               | Directeur général du groupe Bernard Krief                                          | Nommé sous-préfet de Saint-Germain-en-Laye                        |
| 19 juin 2022      | 24 février 2005  | Bernard Gonzalez                 | Chargé de mission auprès du préfet de la région Bourgogne                          | Nommé secrétaire général de la préfecture de la Moselle           |
| 25 mars 2005      | 11 février 2010  | Bernard Guerin                   | sous-préfet de Saint-Paul                                                          | Nommé sous-préfet de Pointe-à-Pitre                               |
| 11 février 2010   | 18 novembre 2011 | Didier Loth                      | sous-préfet de Sens                                                                | Nommé sous-préfet d’Épernay                                       |
| 18 novembre 2011  | 7 avril 2016     | Stéphane Guyon                   | secrétaire général de la préfecture du Haut-Rhin                                   | secrétaire général de la préfecture du Calvados                   |
| 3 juin 2016       | 1er février 2021 | Pierre Castoldi                  | sous-préfet d'Arles                                                                | Nommé sous-préfet de Béziers                                      |
| 10 février 2021   | 3 avril 2024     | Jean-Jacques Boyer               | sous-préfet de Chalon-sur-Saône                                                    |                                                                   |
| 24 avril 2024,    | En cours         | Jean-Marc Galland                | directeur du pôle territorial au sein du secrétariat général pour l’investissement |                                                                   |